# Угужаков, Василий Архипович
Васи́лий Архи́пович Угужаков (7 января 1925 года, Ораки, Хакасия — 21 августа 1999 года, Абакан, Республика Хакасия, Россия) — советский государственный и общественный деятель; председатель облисполкома Хакасской автономной области (1967—1982); депутат Верховного Совета РСФСР, неоднократно избирался заместителем председателя Верховного Совета РСФСР; делегат шести съездов КПСС.

## Биография
Родился 7 января 1925 года в селе Ораки Шарыповского района Хакасского округа.
Мать — украинка, её вывезли в Сибирь во время столыпинской реформы. Отец — хакас, горнорабочий.
Учился в селах Оракии, Парное, являлся секретарем комитета комсомола школы в с. Парное.
В апреле 1943 года призван в РККА и направлен на обучение в Асиновское военно-пехотное училище.
В 1944 году после длительного лечения демобилизован по инвалидности. Работал учителем в Оракской семилетней школе, преподавал химию и физкультуру.
В 1945-м вступил в ряды ВКП(б). Работал в комсомоле, в Аскизском райкоме партии, Абаканском горкоме КПСС.
После окончания Красноярской партийной школы, с октября 1946 года, работал первым секретарем Шарыповского РК ВЛКСМ Хакасской автономной области. В сентябре 1949 года крайком комсомола направил его в Центральную комсомольскую школу в Москве, где он проучился два года. После её окончания в 1951 году был избран секретарем Хакасского обкома комсомола по пропаганде, а в январе 1954 года первым секретарём Хакасского обкома комсомола. В 1953 году заочно окончил исторический факультет Абаканского пединститута.
В 1956 году избран секретарём Абаканского горкома КПСС по пропаганде, а через год вторым секретарем.
В конце 1959 года его избрали первым секретарём Аскизского райкома партии. В 1964 году заочно окончил Хакасский сельскохозяйственный техникум по специальности «зоотехник».
В 1964 году избран секретарём Хакасского обкома партии.
С 23 марта 1967 года председатель Хакасского облисполкома и проработал до 1982 года, то есть до ухода на пенсию по состоянию здоровья.
При его непосредственном участии и руководстве Хакасия постепенно превращалась в промышленно развитый регион с современной инфраструктурой. Именно в это время строятся основные промышленные предприятия республики, основные транспортные развязки, инженерные сооружения, которые до сих пор составляют гордость республиканской промышленности. Вводятся в эксплуатацию крупнейшие в стране предприятия: Саяно-Шушенская ГЭС, «Абаканвагонмаш», комбинаты «Саянмрамор», «Искож», трикотажная фабрика «Хакасия» и обувная «Саяны», свинокомплексы, птицефабрики и многое другое. А уже к 1977 году в области работает 100 промышленных объединений, в которых трудятся 52 тысячи человек.
14 января 1982 года ушел на пенсию, но продолжал активную работу на посту председателя областного, затем республиканского Совета ветеранов войны, труда, Вооруженных сил и правоохранительных органов, где проработал с 1987 по 1999 год.
Неоднократно избирался депутатом Верховного Совета РСФСР, был заместителем Председателя Верховного Совета РСФСР.
Награждён орденами Отечественной войны I и II степени, двумя орденами «Знак Почета», орденом Трудового Красного Знамени, Дружбы народов, медалями; удостоен званий «Отличник народного просвещения», «Отличник здравоохранения», «Отличник погранвойск II степени», «Почетный гражданин Аскизского района».
Умер 21 августа 1999 года в возрасте 74 лет.
В память о нём в Абакане на доме по улице Хакасская 75 «а», где он жил, 7 января 2000 года установлена мемориальная доска.
В 2004 г. улица в 10-м жилом районе г. Абакана по решению Абаканского городского Совета депутатов переименована в улицу имени Василия Архиповича Угужакова.

## Семья
- жена, сыновья Александр и Владимир.